# Dendrogaster arctica
Dendrogaster arctica är en kräftdjursart som beskrevs av Korschelt 1933. Dendrogaster arctica ingår i släktet Dendrogaster och familjen Dendrogastridae. Inga underarter finns listade i Catalogue of Life.